# Chamaedorea hodelii
Chamaedorea hodelii är en enhjärtbladig växtart som beskrevs av Michael Howard Grayum. Chamaedorea hodelii ingår i släktet Chamaedorea och familjen Arecaceae.
Artens utbredningsområde är Costa Rica. Inga underarter finns listade i Catalogue of Life.